# Rüdenau
Rüdenau település Németországban, azon belül Bajorországban. Lakosainak száma 730 fő (2023. december 31.).

## Népesség
A település népessége az elmúlt években az alábbi módon változott:
| Lakosok száma | 439  | 646  | 786  | 793  | 768  | 751  | 754  | 736  | 736  | 730  |
|               | 1875 | 1950 | 1975 | 1987 | 2012 | 2014 | 2016 | 2017 | 2021 | 2023 |